# 高畠正明
高畠 正明（たかばたけ まさあき、1932年1月5日 - 1980年5月30日）は、日本のフランス文学者、翻訳家。
父は洋画家の高畠達四郎。妻は津村秀夫の娘。

## 人物・来歴
東京生まれ。
1954年慶應義塾大学経済学部卒、文学部仏文科に学士入学し、1961年慶應義塾大学仏文科大学院博士課程満期退学、文学部助手、1965年専任講師、1970年助教授、1976年から1978年フランスに留学、1979年教授。
アルベール・カミュのほか、ボードレールなど19世紀の詩人を研究、翻訳し、講じたが50歳を前に早逝。

## 著書
- 『若き日のカミュ』（サンリオ山梨シルクセンター出版部、サンリオ選書） 1971
- 『アルベール・カミュ』（講談社現代新書） 1971
- 『高畠正明作品集』（イザラ書房） 1982

## 翻訳
- 『クレーヴの奥方』（ラファイエット夫人、東西五月社、フランス文学全集） 1960
- 『カミュの手帖』第1 - 2（新潮社） 1962 - 1965、のち文庫
- 『現代フランス小説史』（クロード・エドモンド・マニー、佐藤朔, 白井浩司, 菅野昭正, 望月芳郎, 若林真, 清水徹, 渡辺一民共訳、白水社） 1965
- 『至上の愛』（ヴィリエ・ド・リラダン、中央公論社、世界の文学） 1966
- 『カミュ』（モルヴァン・ルベック、人文書院、永遠の作家叢書） 1967
- 『裏と表 / 結婚』（カミュ、新潮世界文学） 1968
- 『トリスタン・ツァラ』（新潮社、世界詩人全集） 1969
- 「選り抜きの女たち」（ジロドゥ、筑摩書房、世界文学全集58『ドリュ・ラ・ロシェル / ジロドゥ集』） 1970
- 『ボードレール』（ビュトール、竹内書店、AL選書） 1970
- 『カミュ』（アンドレ・ニコラス、新潮社） 1970
- 「カミュ全集」全10巻（佐藤朔共編、新潮社） 1972 - 1973
『カミュ全集01 - アストゥリアスの反乱・裏と表・結婚』
『カミュ全集02 - 異邦人・シーシュポスの神話』
『カミュ全集03 - カリギュラ・誤解・ドイツ人の友への手紙』
『カミュ全集04 - ペスト』
『カミュ全集05 - 戒厳令・正義の人びと』
『カミュ全集06 - 反抗的人間』
『カミュ全集07 - 十字架への献身・精霊たち・夏』
『カミュ全集08 - ある臨床例・転落』
『カミュ全集09 - 尼僧への鎮魂歌』
『カミュ全集10 - 追放と王国・悪霊』
- 『幸福な死』（カミュ、新潮社） 1972、のち文庫
- 『Delacroix』（美術出版） 1973
- 『直観』(カミュ、新潮社、Cahiers Albert Camus） 1974
- 『アメリカ・南米紀行』（カミュ、新潮社） 1979.9